# Mylabris pertinax
Mylabris pertinax là một loài bọ cánh cứng trong họ Meloidae. Loài này được Péringuey miêu tả khoa học năm 1909.